# チスタライト
チスタライト（英: Tistarite）は、極めて希少な鉱物である。化学式はTi2O3で、天然の酸化チタン(III)である。
化学的には、赤鉄鉱、コランダム、エスコライト、カレリア石のチタンアナログである。他に、一般式A2O3を持つ鉱物には、方ヒ素鉱、アヴィセンナイト、斜方ヒ素鉱、蒼鉛土、ビクスビ鉱、カンガイト、スフェロビスモアイト、イットリア石、バレンチナイト等がある。どちらも有名なアエンデ隕石から発見されたチスタライトとグロスマン輝石は、3価のチタンを含む鉱物として知られている唯一のものである。これら以外の鉱物中のチタンは、常に4価である。地上で産出するチスタライトとして知られている唯一のものは、イスラエルのカルメル山の下にある上部マントルで、Shefa Yamim Ltd.社による鉱物探索中に発見された。